# 三脉兔儿风
三脉兔儿风（学名：Ainsliaea trinervis）是菊科兔儿风属的植物，是中国的特有植物。分布在中国大陆的广东、江西、贵州、广西、福建等地，生长于海拔600米至900米的地区，一般生长在水旁或山谷密林中，目前尚未由人工引种栽培。